# Leptotrichella minuta
Leptotrichella minuta là một loài Rêu trong họ Dicranaceae. Loài này được (Hampe) Ochyra mô tả khoa học đầu tiên năm 1997.